# Odontoperla schneiderae
Odontoperla schneiderae is een steenvlieg uit de familie Gripopterygidae. De wetenschappelijke naam van de soort is voor het eerst geldig gepubliceerd in 1982 door Theischinger als Dinotoperla schneiderae.